# AT&T
AT&T Inc. (cu "AT&T" fiind o abreviere a fostului său nume, American Telephone and Telegraph Company) este o companie multinațională americană de telecomunicații cu sediul la Whitacre Tower în Downtown Dallas, Texas. Este a patra cea mai mare companie de telecomunicație pe venit și cel mai mare operator de telefonie mobilă din Statele Unite. La data de 2023 AT&T a fost pe locul 13 în clasamentul Fortune 500 al celor mai mari corporații din Statele Unite, cu venituri de 120,7 miliarde de $.
În cea mai mare parte a secolului al XX-lea, AT&T a avut un monopol asupra serviciilor de telefonie în Statele Unite. Compania și-a început istoria ca American District Telegraph Company, fondată la St. Louis în 1878. După extinderea serviciilor către Arkansas, Kansas, Oklahoma și Texas printr-o serie de fuziuni, a devenit Southwestern Bell Telephone Company în 1920, care a fost apoi o subsidiară a American Telephone and Telegraph Company. Acesta din urmă a fost un succesor al originalului Bell Telephone Company fondat de Alexander Graham Bell în 1877. American Bell Telephone Company a format subsidiara American Telephone and Telegraph Company (AT&T) în 1885. In 1899, AT&T a devenit compania părinte după ce American Bell Telephone Company și-a vândut activele la subsidiara sa. Compania s-a rebranduit ca AT&T Corp. în 1994. Procesul antitrust din 1982 United States v. AT&T a dus la cesionarea filialelor locale de operare a AT&T ("Ma Bell") care au fost grupate în șapte Companii regionale de operare Bell (CROB-uri), referite în mod obișnuit ca "Baby Bells", rezultând în șapte companii independente, inclusiv Southwestern Bell Corporation (SBC). Cel din urmă s-a redenumit ca SBC Communications Inc. în 1995.
În 2005, SBC și-a achiziționat fosta sa companie părinte AT&T Corp. și a preluat marca, istoria și simbolul de tranzacție cu acțiuni ale acestuia din urmă, precum și o versiune a faimosului său logo. Entitatea fuzionată, numindu-se AT&T Inc., a fost lansată pe 30 decembrie 2005. Proaspăt fuzionata și redenumita AT&T Inc. a achiziționat BellSouth Corporation în 2006, ultima companie independentă Baby Bell, făcând fostul parteneriat a lui BellSouth și SBC (AT&T Inc.) Cingular Wireless (care a achiziționat ea însăși AT&T Wireless în 2004) o subsidiară deținută în totalitate de AT&T Inc. Cingular a fost apoi redenumită ca AT&T Mobility. AT&T Inc. a achiziționat și Time Warner în 2016, cu fuziunea propusă confirmată pe 12 iunie 2018 și cu scopul de a face din AT&T Inc. cel mai mare și majoritar acționar de control al Time Warner, pe care apoi a redenumit-o ca WarnerMedia în 2018. Ulterior, compania și-a retras participația în WarnerMedia în 2022 și a fuzionat-o cu Discovery, Inc. pentru a crea Warner Bros. Discovery, renunțând la brațul său media.
Actualul AT&T reconstituie cea mai mare parte a fostului sistem Bell și include patru dintre cele șapte "Baby Bells" împreună cu originalul AT&T Corp., inclusiv divizia de distanță lungă.